# Cruz Vermelha da Sérvia
A Cruz Vermelha da Sérvia (em sérvio:  Црвени крст Србије/Crveni krst Srbije) é uma organização não governamental humanitária que fornece educação, ajuda humanitária e assistência em casos de desastres na Sérvia. É a afiliada nacional da Federação Internacional das Sociedades da Cruz Vermelha e do Crescente Vermelho.
Foi fundada em 6 de fevereiro de 1876 por Vladan Đorđević, um importante médico sérvio.

## Resposta a desastres
Uma das autorizações públicas concedidas à Cruz Vermelha da Sérvia pelo Governo da Sérvia é preparar, agir e educar as pessoas para responder a desastres, conflitos armados e outras situações de emergência no território da Sérvia. Mais de três mil voluntários em filiais locais da Cruz Vermelha são treinados para responder a desastres, enquanto mais de trezentos voluntários e funcionários foram treinados profissionalmente para busca e salvamento em todas as condições ambientais. Eles são instruídos a executar tarefas específicas das equipes nacionais de resposta a desastres:
- Equipe de avaliação e coordenação (em sérvio:  Тим за процену и координацију/Tim za procenu i koordinaciju (ТПК/TPK)) cuja função é avaliar as necessidades da população afetada e coordenar a resposta a desastres
- Salvamento, evacuação e cuidados durante as cheias (em sérvio:  Спасавање, евакуација и збрињавање у случају поплава/Spasavanje, evakuacija i zbrinjavanje u slučaju poplava (СЕП/SEP)) tem a função de participar da busca, resgate e atendimento da população afetada durante as inundações.
- Salvamento, evacuação e assistência em condições extremas de inverno (em sérvio:  Спасавање, евакуација и збрињавање у екстремним зимским условима/Spasavanje, evakuacija i zbrinjavanje u ekstremnim zimskim uslovima (ЕЗУ/EZU)), cujo papel é participar dos esforços de busca e salvamento durante as condições extremas de inverno e nas altas montanhas cobertas de neve com equipamentos especializados, como trenós.
- Equipe técnica móvel (em sérvio:  Мобилни технички тим/Mobilni tehnički tim (МТТ/MTT), cuja função é fornecer assistência técnica e logística a todas as outras equipes, operar equipamentos técnicos, fornecer água e saneamento e estabelecer acampamentos temporários.[3]